# Pandemia de COVID-19 en Sergipe
El primer caso de la pandemia de enfermedad por coronavirus en  Sergipe, estado de Brasil, inició el 14 de marzo de 2020. Hay 53.612 casos confirmados y 1.340 fallecidos.

## Cronología

### Marzo
El 14 de marzo se registró el primer caso de la COVID-19 en Aracaju, capital de Sergipe. La paciente es una mujer de 36 años con antecedentes de viajes a España entre el 16 y el 23 de febrero.
El 2 de abril se confirmó la primera muerte por la COVID-19 en Aracaju. La occisa fue una mujer de 61 años, tenía diabetes e hipertensión. No registraba antecedentes de viaje.

## Registro
Lista de municipios de Sergipe con casos confirmados:
| Posição | Municipio                | N.º casos | N.º mortes |
| ------- | ------------------------ | --------- | ---------- |
| 1       | Aracaju                  | 386       | 7          |
| 2       | Nossa Senhora do Socorro | 40        | 1          |
| 3       | Estância                 | 34        | 0          |
| 4       | Itabaiana                | 20        | 0          |
| 5       | Barra dos Coqueiros      | 15        | 0          |
| 6       | Lagarto                  | 13        | 0          |
| 7       | São Cristóvão            | 13        | 0          |
| 8       | Nossa Senhora da Glória  | 9         | 0          |
| 9       | Itabaianinha             | 8         | 1          |
| 10      | Simão Dias               | 8         | 1          |
| 11      | Porto da Folha           | 6         | 0          |
| 12      | Santo Amaro das Brotas   | 5         | 0          |
| 13      | Itaporanga d'Ajuda       | 4         | 1          |
| 14      | Carira                   | 3         | 0          |
| 15      | Indiaroba                | 3         | 0          |